# مونتفيل (كونيتيكت)
مونتفيل (بالإنجليزية: Montville, Connecticut)‏ هي بلدة أمريكية تقع في الولايات المتحدة في كونيتيكت. يقدر عدد سكانها بـ 19,571 نسمة ومساحتها 114.4 كم2 وترتفع عن سطح البحر 335 متر.

## أعلام
- سيدني فرانك
- نيد هانلون
- جيمس ألبرت غاري
- جورج ميلر بيرد
- أوليفر ه الأمير